# Гинкго
Ги́нкго (лат. Gīnkgo) — род листопадных голосеменных реликтовых растений класса гинкговых, живое ископаемое. Он включает целый ряд ископаемых видов и только один современный вид гинкго двуло́пастный (лат. Ginkgo bilŏba) — высокое (до 40 м) дерево с раскидистой кроной и толстым (до 4,5 м в диаметре) стволом.

## Название
Первое научное упоминание о гинкго сделал Энгельберт Кемпфер в «Amoenitatum exoticarum» (1712). Он по ошибке записал его как Ginkgo, Itsjo вместо Ginkjo, Itsjo. Позже Карл Линней в «Mantissa plantarum II» (1771) повторил эту ошибку, и за деревом закрепилось название гинкго.
Видовой эпитет bíloba в переводе с латинского означает «двулопастная», потому что большинство листьев разделены на две половинки.
В Японии название дерева гинкго (яп. 銀杏) произносится как итё: — это произношение появилось от китайского словосочетания «утиные лапки» (кит. трад. 鴨脚, упр. 鸭脚, пиньинь yājiǎo), так как листья дерева напоминают их по форме. Иероглифическое название в отношении семени означает «серебряный абрикос» и читается как «гиннан».

## Происхождение

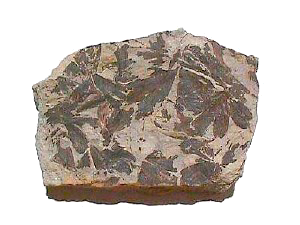
Отпечатки листьев гинкго, Йоркшир

Класс гинкговых содержит одно семейство Ginkgoaceae с единственно сохранившимся в современности видом гинкго двулопастным. В настоящее время остаются не совсем ясными филогенетические связи гинкговых с другими голосеменными. Обычно они выводятся из кордаитовых по принципу сходства строения древесины, простирающегося в том числе и на порядок хвойных. Но гинкговые имеют сходство и с семенными папоротниками в чертах строения семяпочки и размножения. Предполагают, что гинкговые являются непосредственными потомками одной из групп древних семенных папоротников, или птеридоспермов.
Ископаемые гинкговые возникли в начале позднего пермского периода, а максимального разнообразия достигли в середине юрского периода, когда произрастало по крайней мере 15 различных родов гинкговых.
Растения класса гинкговых были широко распространены на Земле в мезозойскую эру. Из этого периода описаны относимые к 8 порядкам гинкговые: каламопитиевые, гинкговые, арбериевые (или глоссоптерисовые), пельтаспермовые, каллистофитовые, пентаксилеевые, лептостробовые (или челаковские), кейтониевые. В умеренных полярных лесах Сибири в юре и раннем мелу гинкговые были настолько обычны, что встречаются в большинстве отложений того времени, осенью земля часто была покрыта сплошным ковром листьев гинкго, подобно современным коврам из листьев клёнов и лип в европейской части бывшего СССР. В конце юрского периода около 150 млн л. н. в Лавразии и Гондване гинкговые были распространены почти повсеместно. На границе раннего и позднего мела около 100 млн л. н. большинство родов гинкговых вымирает, а со второй половины мелового периода остаётся практически один род гинкго. 7 млн лет назад гинкго исчез в Северной Америке, а 2,5 млн лет назад исчез и в Европе.

## Распространение и экология

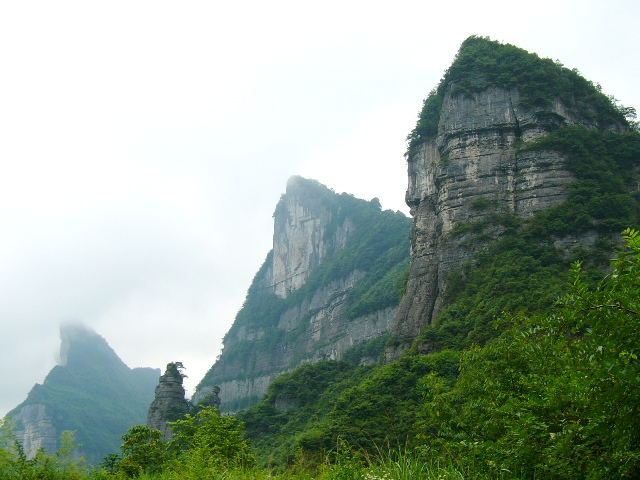
Цзиньфошань — одна из гор Далоушаня, где гинкго живёт до 2500 лет.

Прежде современной родиной гинкго двулопастного считали гору Тяньму (Тяньмушань), находящуюся в городском округе Ханчжоу, что расположен недалеко от Шанхая. Проведённые генетические исследования указали на культурное происхождение данной популяции. Предполагается, что буддийские монахи высаживали деревья возле своих храмов. От них самосевом произошли новые растения, образовался лес, в котором скрывались китайские партизаны во время Второй мировой войны.
Учёные сошлись во мнении, что гинкго пережил оледенения плейстоцена на территории Юньнань-Гуйчжоуского плато, детальнее — в горах Далоу (Далоушане), которые вздыбились на границе провинции Гуйчжоу и городского округа Чунцина. Там сосредоточено большинство гаплотипов, есть несколько эндемичных.
На Далоушане живое ископаемое произрастает в трёх типах леса, имеющих частичное флористическое сходство с плейстоценовыми и плиоценовыми гинкговыми фоссилиями юго-западной Японии:
- Гинкговые леса, в которых господствует гинкго двулопастный;
- Смешанные леса из гинкго и кипариса плакучего;
- Сложные смешанные леса из гинкго, куннингамии, кипариса плакучего, ликвидамбара формозского и вечнозелёного дуба (Cyclobalanopsis glauca).

Во всех трёх типах леса встречаются тис Валлиха и вечнозелёный вид линдеры (Lindera megaphylla). В содержащих гинкго лесах найдено необычное дерево из семейства мареновые — Emmenopterys henryi. Ареалы некоторых видов обезьян, например тонкинского гульмана (лангура Франсуа), почти полностью совпадали с ареалом гинкго.
Гинкго предпочитает долины, расселины между скалами и нижние части горных склонов. Селится на выходах известняка, выживает на тонких почвах. Высотный диапазон в горах: 500—1500 м. Климат в ареале субтропический, но в отличие, например, от сочинского — муссонный. Зоны зимостойкости: 3—8.
За многие миллионы лет своего существования гинкго выработал защитные механизмы от болезней и вредителей. Устойчив к загрязнению воздуха.
В настоящее время культивируется в большинстве ботанических садов. Часто повсеместно распространяется в посадках как декоративное растение.

## Биологическое описание
|                                                                                 |
|                                                                                 |
|                                                                                 |
| Сверху вниз: Мужские колоски. Женские семязачатки на ножках. Семена гинкго.:310 |

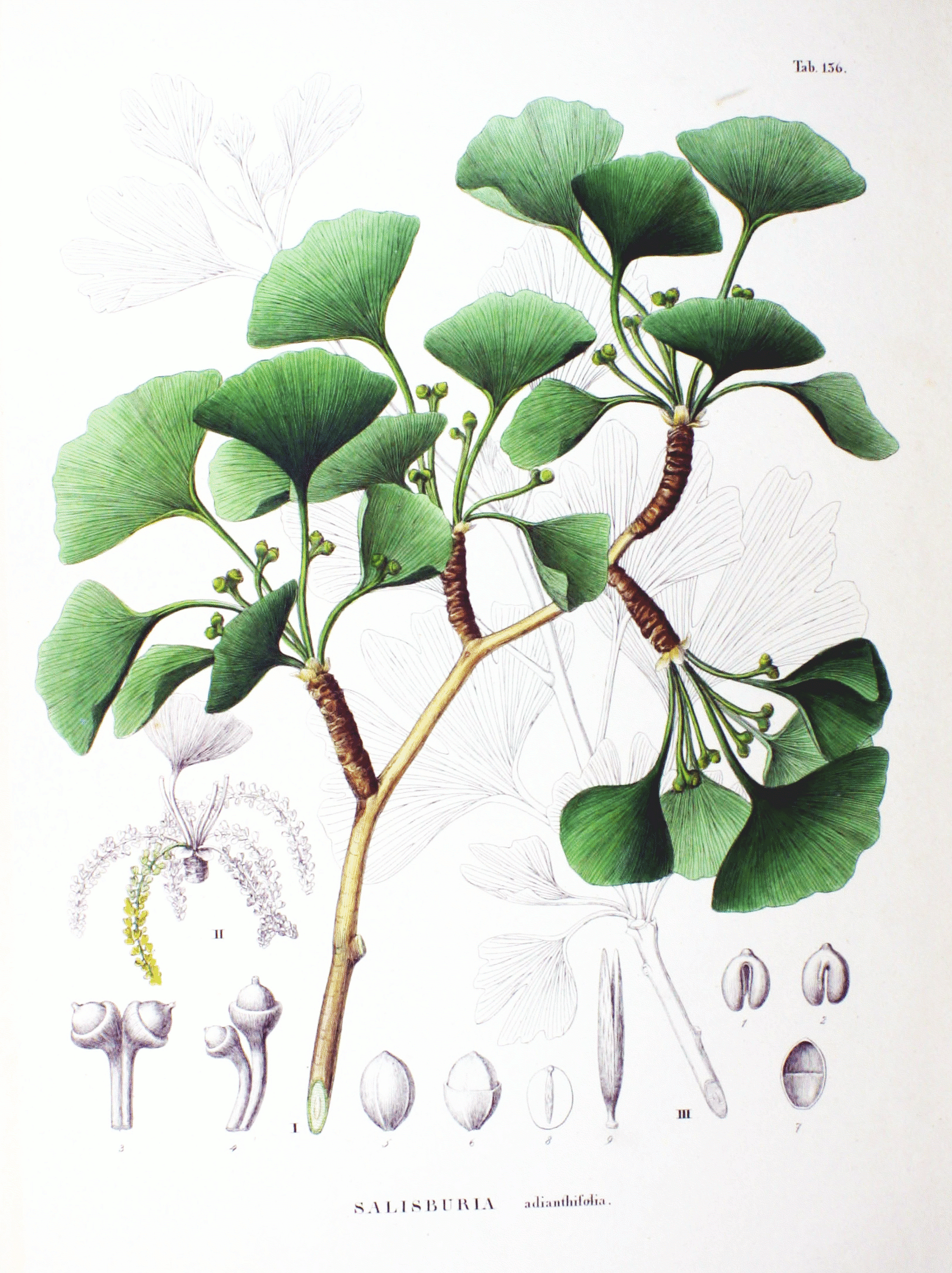
Ботаническая иллюстрация из книги Зибольда и Цуккарини Flora Japonica, Sectio Prima, 1870

Гинкго двулопастный — дерево высотой до 40 м, и диаметром ствола до 4,5 м. Крона вначале пирамидальная, с возрастом разрастается.
Это листопадное растение с уникальной для современных голосеменных формой листьев — вееровидной двулопастной пластинкой шириной 5—8 см, на тонком черешке длиной до 10 см. Жилки с дихотомическим ветвлением. Развиваются листья либо на длинных побегах поодиночке и быстро, либо на укороченных, но группами по два — четыре и медленно.
Растение двудомное, на мужских растениях в серёжковидных образованиях, состоящих из спорангиев (колосков), развивается пыльца. На женских растениях на длинных ножках развиваются по два семязачатка. Генеративные органы развиваются на двадцать пятом — тридцатом году жизни дерева, только тогда появляется возможность определить его пол — женский или мужской. Опыляются растения ветром поздней весной. Через несколько месяцев после этого, осенью, у опылённых семязачатков происходит оплодотворение, из них созревают, а затем опадают желтоватые семена, зародыш в них развивается уже после опадения. Семена округлые, несколько напоминают семена абрикоса, однако обладают неприятным запахом прогорклого масла (его даёт масляная кислота). Семенная кожура состоит из трёх слоёв: наружного — мясистого, желтовато-янтарного цвета, среднего — твёрдого, с продольными рёбрами и внутреннего — тонкого бумагообразного.
Обычно имеют хорошо развитую корневую систему, устойчивы к сильным ветрам и снежным заносам. Некоторые деревья достигают возраста 2500 лет. Осенью листья желтеют и быстро опадают.
Кариотип гинкго по разным данным соответствует ди-, три- и тетраплоидному состоянию, преобладают тетраплоидные растения: n=8, 4n=32.

## Применение
Отваренные или жареные семена гинкго с давних времён употребляют в пищу в районах его произрастания и используются в китайской медицине.

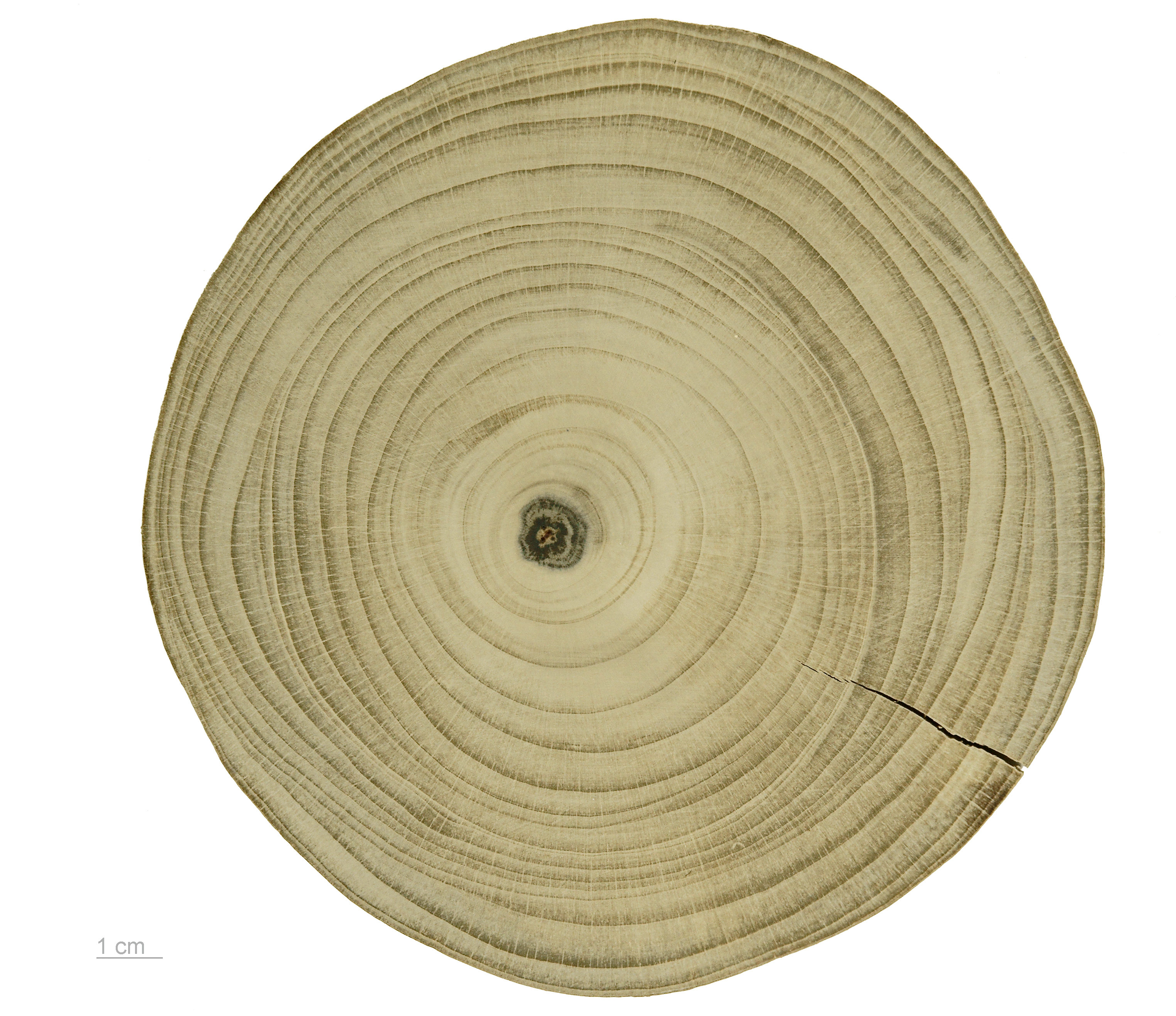
Поперечный срез ствола

Ценится в декоративном садоводстве за красоту кроны и ажурную листву. Часто используется в качестве солитёра в ландшафтном дизайне.

### В медицине
В последнее время гинкго стал популярным препаратом, всё чаще применяющимся в составе биологически активных добавок (БАД). Ввиду более низких требований лицензирования и контроля производства БАД, а также вследствие отсутствия какого-либо контроля за употреблением подобных добавок постепенно увеличилось и количество зарегистрированных нежелательных побочных эффектов (аллергия и др.).
Экстракты гинкго билоба широко назначают для лечения ряда состояний, включая проблемы с памятью и концентрацией внимания, спутанность сознания, депрессию, беспокойство, головокружение, шум в ушах и головную боль. Тем не менее считается, что доказательные данные, подтверждающие эффективность гинкго при использовании его по каким бы то ни было показаниям, отсутствуют.
Так, согласно данным кокрановского обзора 2007 года, доказательства того, что гинкго билоба имеет предсказуемую и клинически значимую пользу при лечении людей с деменцией или когнитивными нарушениями, противоречивы и неубедительны. Кокрановский метаанализ, опубликованный в 2009 году и включающий 36 исследований, показал, что в результатах отсутствуют убедительные доказательства клинически значимых эффектов гинкго билоба при лечении деменции и когнитивных нарушений. Ряд данных показывает (в частности, Ginkgo Evaluation of Memory (GEM) — крупнейшее клиническое испытание, когда-либо оценивавшее влияние гинкго на возникновение деменции), что экстракт гинкго билоба является неэффективным в отношении снижения риска общей заболеваемости деменцией и риска заболеваемости болезнью Альцгеймера. Есть данные систематического обзора и метаанализа, опубликованные в 2012 году, согласно которым гинкго билоба не оказывает положительного воздействия на когнитивные функции у здоровых людей.
Согласно третьему консенсусному заявлению Британской ассоциации психофармакологии (2017 год), до получения дополнительных доказательств гинкго не может быть рекомендован ни для лечения, ни для профилактики болезни Альцгеймера. Также в рекомендациях Европейской федерации неврологических наук по лечению болезни Альцгеймера (2010) указывается, что нет достаточных доказательств в поддержку использования гинкго для первичной профилактики деменции и что гинкго не следует использовать для лечения пациентов с лёгкими когнитивными нарушениями. Кроме того, в этих рекомендациях указывается, что данные об эффективности гинкго при лечении или профилактике болезни Альцгеймера противоречивы.
Однако есть данные и в пользу эффективности гинкго билоба при когнитивных нарушениях и деменции в частности, в том числе при болезни Альцгеймера. Кроме того, гинкго билоба может обладать нейропротекторным потенциалом при заболеваниях сетчатки, однако в этой области необходимо больше исследований. Некоторые эксперименты на животных дают возможность предположить, что экстракт листьев гинкго снижает риск рака полости рта, желудка и колоректального рака.
Отсутствуют данные, подтверждающие защитное действие гинкго билоба при сердечно-сосудистых заболеваниях и инсульте. Гинкго не снижает давление у пациентов с артериальной гипертензией и нормотензией. Его полезность при перемежающейся хромоте, большом депрессивном расстройстве, симптомах менопаузы, при мигрени, при тиннитусе, а также для профилактики острой горной болезни не доказана.
Продукт «Ginkgo biloba», экстрагируемый из зелёных листьев гинкго, не получил одобрения со стороны американского регулятора Управления по санитарному надзору за качеством пищевых продуктов и медикаментов (FDA) для применения его при каком бы то ни было заболевании.
Применение любых препаратов гинкго (включая БАДы) во время беременности и грудного вскармливания противопоказано.
Рандомизированное двойное слепое плацебо-контролируемое исследование in vivo на 100 китайских участниках среднего и пожилого возраста показало, что приём таблеток, содержащих экстракт Cistanche tubulosa и гинкго билоба, в течение 90 дней приводит к значительному улучшению когнитивных функций (по шкалам MMSE, MoCA и ВОЗ) и положительному влиянию на биомаркеры крови, связанные с когнитивными функциями.
Ретроспективное исследование 551 пациента с болезнью Паркинсона показало, что комбинированная терапия нимодипином и экстрактом гинкго билоба значительно улучшает когнитивные функции (по MMSE) и показатели повседневной активности.

## Сорта
В культуре имеется несколько десятков сортов, отличающихся формой кроны, листьев и особенностями ветвления, например:
- 'Chris’ Dwarf' (syn.: 'Chris s Dwarf', 'Munchkin'). Карликовая мелколистная форма.
- 'Fastigiata Blagon'. Французский сорт с конической кроной. Листья зелёные, осенью жёлтые. Растёт сравнительно медленно, прирост 30—40 см в год. Взрослые экземпляры могут превышать 10 м, при ширине 2—3 м. Зоны морозостойкости: от 3[36].

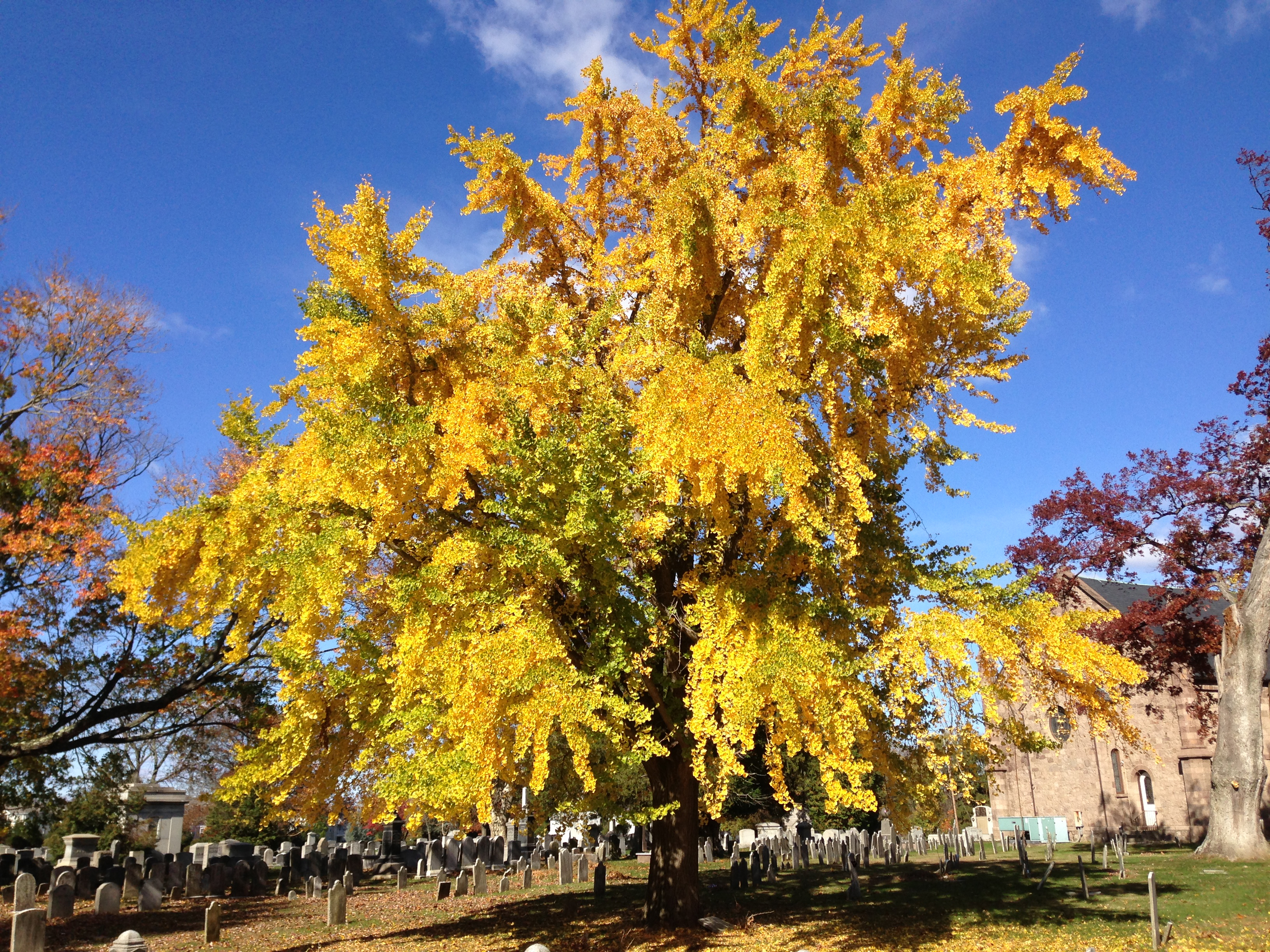
Дерево гинкго осенью на кладбище Пресвитерианской Церкви в Юинге (Ewing), штат Нью-Джерси

## Виды
- † Ginkgo adiantoides
- † Ginkgo apodes
- Ginkgo biloba L, 1771 — Гинкго двухлопастный
- † Ginkgo cranei
- † Ginkgo digitata
- † Ginkgo dissecta
- † Ginkgo gardneri
- † Ginkgo ginkgoidea
- † Ginkgo huoiinhensis
- † Ginkgo buttonii
- † Ginkgo yimaensis